# Phasmolia
Phasmolia là một chi nhện trong họ Salticidae.